# Deutschstunde (1971)
Deutschstunde ist ein zweiteiliger deutscher Fernsehfilm aus dem Jahr 1971. Er beruht auf dem Roman Deutschstunde von Siegfried Lenz. Die Literaturverfilmung wurde erstmals am 24. bzw. 26. Januar 1971 in der ARD ausgestrahlt. 2019 entstand eine Neuverfilmung.

## Handlung
Siggi Jepsen, Insasse einer Anstalt für schwer erziehbare Jugendliche, bekommt in einer Deutschstunde das Aufsatzthema „Die Freuden der Pflicht“ gestellt und scheitert daran: Er gibt ein leeres Heft ab. Der Grund für sein Scheitern liegt jedoch darin, dass er zu diesem Thema zu viel zu sagen hat – im Arrest, der von ihm freiwillig immer weiter verlängert wird, schreibt Siggi nun über seine Kindheit und Jugend, die gerade unter dem Zeichen der „Pflicht“ stand. Siggi Jepsens Vater war nämlich der „nördlichste Polizeiposten Deutschlands“ in dem schleswig-holsteinischen Dorf Rugbüll. Jens Ole Jepsen erhält 1943 von der nationalsozialistischen Obrigkeit den Auftrag, gegen den expressionistischen Maler Max Ludwig Nansen ein Malverbot auszusprechen und dieses Verbot zu überwachen. Obwohl Jepsen seit seiner Jugend mit Nansen befreundet ist und dieser ihm sogar einmal das Leben gerettet hat, kommen ihm keinerlei Zweifel an seiner Pflicht, diese Anordnungen rigoros zu befolgen. Als er seinen zu dieser Zeit zehnjährigen Sohn Siggi dazu anstiften will, den Maler zu bespitzeln, bringt er ihn damit in einen Gewissenskonflikt, denn Nansens Atelier ist für Siggi wie ein zweites Zuhause. Er beschließt, seinem Vater nicht zu gehorchen, und hilft stattdessen Nansen beim Verstecken von Bildern.
Siggis Vater ist von fanatischer Pflichterfüllung angetrieben, weniger von der nationalsozialistischen Ideologie, im Unterschied zu seiner Frau, die vollkommen vom Nationalsozialismus überzeugt ist. Als Siggis Bruder Klaas sich selbst verstümmelt, um nicht weiter Kriegsdienst leisten zu müssen, wird er von seinen Eltern verstoßen – nur mit Glück und der Hilfe von Nansen kann er den Krieg überleben.
Selbst nach Kriegsende kommen Jepsen keine Zweifel – im Gegenteil, er beharrt auf der Überzeugung, dass es weiterhin seine Pflicht sei, Nansens Bilder zu vernichten. Hierbei kommen ihm gelegentliche Anflüge des „zweiten Gesichts“ zu Hilfe – dadurch kann er das Versteck in der alten Mühle, in der Siggi einige von Nansens Bildern aufbewahrte, entdecken und in Brand setzen. Siggi steigert sich nun in einen Wahn hinein, Nansens Bilder vor seinem Vater „retten“ zu müssen. Er wird so zum Kunstdieb, was schließlich zu seiner Verhaftung und der Einlieferung in die Besserungsanstalt führt.

## Hintergrund
- Nachdem der Film lange Jahre nicht erhältlich war, wurde er 2008 auf DVD im Rahmen der „Lenz Box“ (EAN 4031778820015) wieder veröffentlicht.[2]
- Der Film wurde an 67 Tagen hauptsächlich in der Gegend um Niebüll, Neukirchen (Nordfriesland), Galmsbüll und Emmelsbüll-Horsbüll gedreht.
- Im Film wirkten über 100 Komparsen mit.
- Der Drehplan wurde um 22 Tage überzogen, weil oft Starfighter der Bundeswehr die beabsichtigte Dokumentartreue störten.
- Historische Vorlage für das Malverbot sind die Ungemalten Bilder Emil Noldes.

## Kritiken
„Gegenüber der Romanvorlage müht sich der Film um eine stärkere Akzentuierung des politischen Hintergrundes. Vor allem in den Landschaftsaufnahmen ausgezeichnet fotografiert.“

- Die Siggi-Lenz-Show Die Zeit[3]
- Tut nicht weh Der Spiegel[4]